# Новинка (посёлок, Гатчинский район)
Нови́нка — посёлок в Гатчинском муниципальном округе Ленинградской области.

## История
В ноябре 1917 года была образована Глебовская волость с центром в посёлке при станции Новинка. До февраля 1921 года волость входила в состав Лужского уезда, до февраля 1922 года Детскосельского, а затем Гатчинского уезда. Упразднена в  1927 году.
Согласно переписи населения СССР 1926 года в посёлке Новинка Новинского сельсовета Троцкого уезда проживало 157 человек, большинство русские.

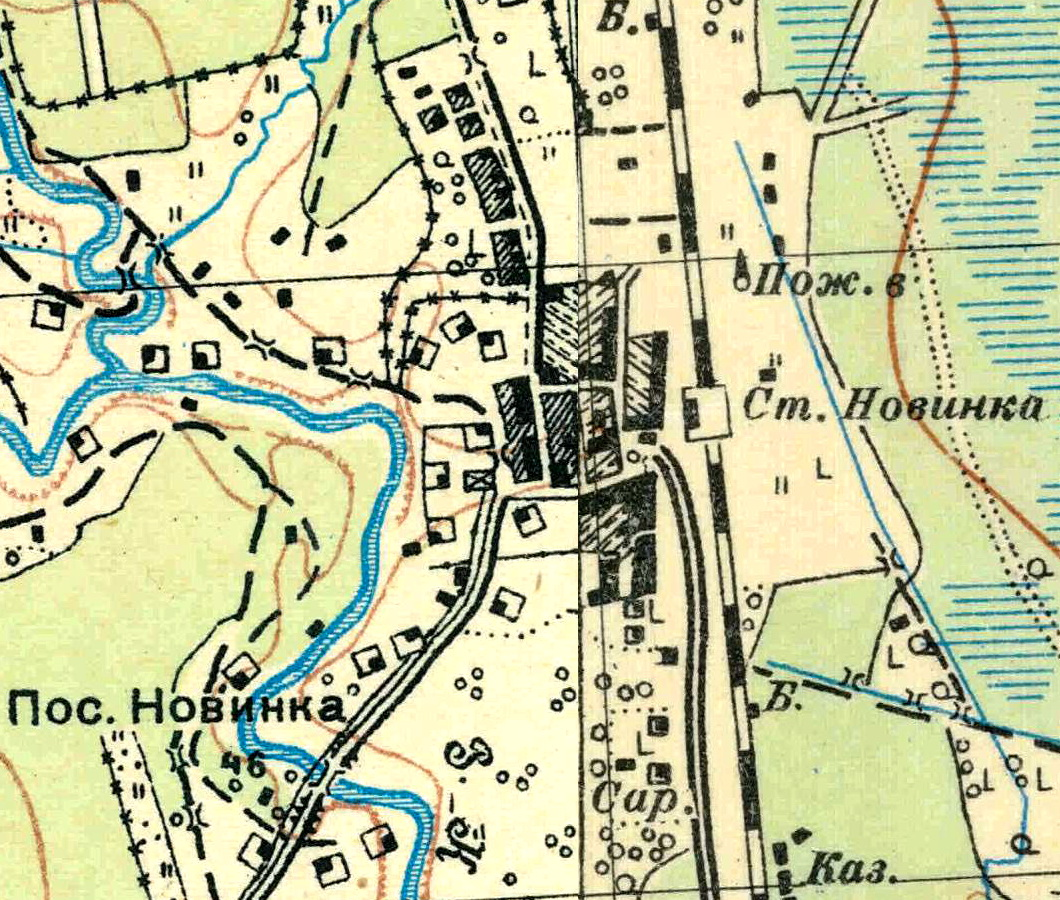
План посёлка Новинка. 1931 год

Согласно топографической карте 1931 года посёлок насчитывал 46 дворов.
По данным 1933 года посёлок Новинка являлся административным центром Новинского сельсовета Оредежского района, в который входили 6 населённых пунктов: деревни Новинка, Озерешно, Ольховец, Ракитино, Чаща и сам посёлок Новинка, общей численностью населения 1620 человек.
По данным 1936 года в состав Новинского сельсовета входили 5 населённых пунктов, 294 хозяйства и 4 колхоза.
C 1 августа 1941 года по 31 января 1944 года посёлок находился в оккупации.
По данным 1966 и 1973 годов посёлок Новинка находился в составе Новинского сельсовета и являлся его административным центром.
По данным 1990 года в посёлке Новинка проживали 234 человека. Посёлок являлся административным центром Новинского сельсовета в который входили 8 населённых пунктов: деревни Нестерково, Новинка, Озерешно, Ольховец, Ракитино, Тарасино, Чаща; посёлок Новинка, общей численностью населения 449 человек.
В 1997 году в посёлке проживали 199 человек, в 2002 году — 421 человек (русские — 94%), в 2007 году — 153.

## География
Посёлок расположен в юго-восточной части района на автодороге 41К-105 (Мины — Новинка).
Расстояние до административного центра поселения, посёлка городского типа Вырица — 59 км. Расстояние до районного центра — 74 км.
В посёлке находится железнодорожная станция Новинка.
Посёлок находится на левом берегу реки Кременки.

## Демография
| 2007 | 2010 | 2017 |
| ---- | ---- | ---- |
| 153  | ↗247 | ↘130 |

### Национальный состав
Согласно данным Всероссийской переписи населения 2021 года в посёлке проживали 315 человек, из них:
русские — 305, таджики — 4, татары — 2, украинцы — 1, лезгины — 1, болгары — 1, один человек национальность не указал.

## Предприятия и организации
- Почтовое отделение
- Продовольственный магазин

## Улицы
Вокзальная, Железнодорожная, Железнодорожный переулок, Карьерная, территория Кордон, Кривая, Лесная, Новая, Новосёлов, Ракитинская, Саши Бородулина, переулок Саши Бородулина, Сорокина Гора.

## Садоводства
Авиатор, Весна, Виктория, Волна, Горняк, Дельфин, Конкордия, Контакт, Корвет-Витязь, Кристалл, Ленгипротранс, Луч, Малахит-5, Малютка, Машиностроитель, Монтажник, Парус, РАДЭС, Ракитинка, София, Строймашевец, Технолог-2, Энергия, Эрудит.